# 化粧師 KEWAISHI
『化粧師 KEWAISHI』（けわいし）は、2002年（平成14年）公開の日本映画。石ノ森章太郎の漫画『八百八町表裏 化粧師』を原作としているが、舞台は大正時代に変更されている。
大正時代の東京の下町が舞台であり、新しい時代の変革や、女性が自由に発言できる時代の空気を感じさせつつ、化粧を通して当時の時代背景や女性達の強く生きる様を描き、「本当の美しさは何か」に視点を置いた内容になっている。また、当時のメイクアップアーティストである化粧師（けわいし）の立場の弱さや、大正デモクラシーが盛んに叫ばれる中、奉公や下人などが残る微妙な時代背景も描かれている。

## あらすじ
大正時代の初め、一見、無口で偏屈である小三馬という化粧師がいた。彼の腕前は密かに芸者や上流階級の女性の間では評判であり、彼に化粧をしてもらうと「いいことがある」と人気だった。ところがそれとは裏腹にお金の為になら何でもする卑しい人間であるという噂もたっていた。ある日、一人の小夜という女性が小三馬を尋ねて来た。女優の卵である彼女は周りを見返すために自分に化粧をするように依頼する。そんな高慢な態度の彼女に小三馬は法外な金額を請求する。何とか用意した小夜に小三馬は、「化粧は心にするもの。みてくれに拘っていては美しくなれない」と諭し、結局化粧料は僅かしか取らない。
そんなある日、小三馬は一人の少女・時子と出会う。時子は小三馬を贔屓にしていた呉服屋で奉公をしていたが、自分と同じように不幸な過去があり、今でも奉公先で辛い仕打ちを受けていること、そして、そんな不幸な身の上であるにもかかわらず、境遇から無理であろうと言われながらも将来女優になるという夢を持ち、必死に文字の勉強するその姿に感銘を受け、彼女の為に最高の化粧をしようと心に決める。
そんな中、徐々に文字の読解も上達し、時子は恵まれない境遇の子供達に本を読んであげるなどし、子供達に夢を与えていた。ある日、子供達が住むバラックで作られた住居が一斉に立ち退きを求められる。役人から彼らを守ろうとした時子は、役人の立ち退き令状を盗んだことで、警察から追われる身になる。時子をかくまった小三馬も警察から暴行を受けるが、その時、小三馬が周りの人間に隠していた事実が明らかになる。

## キャスト
- 小三馬：椎名桔平
- 青野純江：菅野美穂
- 沼田時子：池脇千鶴
- 北沢宏介：佐野史郎
- 青野うめ：柴田理恵
- 中津小夜：柴咲コウ
- 森山五郎：大杉漣
- 三枝しのぶ：酒井若菜
- 脇本光夫：秋山拓也
- 脇本藤子：岸本加世子
- 脇本健太：岩城滉一
- 大島朝吉：仁科貴
- 北見春子：内田チエ
- 鮫島刑事：井上博一
- 剛刑事：谷口高史
- 飛行機：小林幸子
- 影山：平泉成
- 飛田トメ：菅井きん
- ふさ：あき竹城
- 染太：池田真紀
- 弘子：山本奈々
- 正次：梅林亮太
- 小吉：森田直幸
- 小吉の母：奥貫薫
- 回想の化粧師：minoru
- 劇場の守衛：北見唯一
- 常連客：泉裕介、松尾勝人
- 鶴子の友達：宮田圭子、坂下百合子
- 女給：勇家寛子
- 車夫：宮崎信哉
- 置屋の芸姑：平井景子
- 劇団研修生：岡村亜紀、結城集、三浦優、下元明子
- 焼け跡の子供：岩井大、中森健、亀谷浩未、堀江麻衣、五十嵐愛生、藤原千咲、蒲田怜、木島由利香
- いじめっ子：松永智、若林遼馬、青木雅太、北方哲太
- 青野茂蔵：田中邦衛
- 三津森鶴子：いしだあゆみ

## スタッフ
- 原作：石ノ森章太郎『八百八町表裏 化粧師』（『小学館・ビッグコミック刊』）
- 監督：田中光敏
- 脚本：横田与志
- プロデューサー：藤田重樹、新藤淳一
- エクゼクティブプロデューサー：河端進
- 音楽：大谷幸
- 音楽プロデューサー：石川光
- 音楽録音：伊藤圭一
- 選曲：坂上賢治
- 撮影：浜田毅
- 記録：松澤一美
- 照明：渡邊孝一
- 録音：武進
- 編集：川島章正
- ステディカム：佐光朗
- 美術：西岡善信
- 結髪：大槻隆子
- メイク：広瀬紀代美、山崎邦夫、吉田志帆
- 衣裳：木田丈雄、山崎正美
- キモノ・コーディネーター：冨田伸明
- 音響効果：柴崎憲治、北田雅也、伊藤瑞樹
- 俳優担当：前島良行
- 助監督：猪腰弘之
- スチール：中山健司、入江信隆
- アソシエイトプロデューサー	：小林正道、大原恒晴、橋本明
- ラインプロデューサー：坂本忠久、酒井実
- 製作協力：フィルムフェイス
- 製作委員会：イオン化粧品、読売連合広告社、東映CM

## 楽曲
- HYDE - 「A DROP OF COLOUR」（イメージソング）[2]
- 「ALEXANDER'S RAGTIME BAND」（挿入曲）[2]

## 受賞記録
- 第14回東京国際映画祭最優秀脚本賞[3]
- 第27回報知映画賞助演女優賞（菅野美穂）